# Covenant (музичка група)
Ковенант (енгл. Covenant) је електронски музички трио из шведског града Хелсингборга. У својој досадашњој каријери, објавили су седам студијских албума, а групу су током већег дела каријете чинили:
- Ескил Симонсон
- Јоаким Монтелиус
- Клас Нахмансон

Крајем 2007. године, Клас је због приватних разлога напустио групу, а њен нови пуноправни члан је постао Данијел Мјер, који је у неколико наврата раније мењао Нахмансона на концертима.
Назив групе представља библијски термин (реч Covenant на енглеском значи Завет), а одабран је као илустрација чврстине пријатељства између тројице њених оснивача. Рани радови групе спадали су музички у ЕБМ/Индастријал, да би се каснијим радовима више приближили фјучр попу, са упливима трип хопа, денса и драменбејса.
Група је настала 1989. година, под утицајем музике коју су стварали Крафтверк и Фронт 242, иако се њени почеци могу пратити до 1986. године. Њен први албум, Dreams of a Cryotank, је објављен 1994. године и био је усмерен првенствено ка немачким слушаоцима електронске музике. Са својим другим албумом Sequencer, који је објављен 1996. године и касније је доживео још два реиздања (1997. и 1999), група је направила пробој на шире европско тржиште.

## Дискографија
- (децембар 1994)
- (мај 1996, март 1997, јул 1999, за америчко тржиште)
- (април 1998)
- (фебруар 2000)
- (октобар 2002)
- (март 2006)
- (најављен за 2010)

## Галерија
- Бенд на Ампхи фестивалу 2018. године
- Ескил Симонсон
- Андреас Катјар за синтисајзером